# Fairchild T-46
Fairchild T-46 – amerykański samolot szkolno-treningowy, który wygrał konkurs Next Generation Trainer (NGT) na samolot nowej generacji do szkolenia pilotów dla US Air Force, mający zastąpić używaną dotychczas maszynę Cessna T-37 Tweet.

## Historia
Fairchild Republic jako jedna z czterech firm biorących udział w rywalizacji, wygrała konkurs na nowy samolot szkolno treningowy. Przewaga Fairchilda wzięła się stąd, że jako jedyna zaprezentowała wyniki badań samolotu będącego modelem (Model 73 NGT) docelowej konstrukcji, pozostałe firmy przedstawiły jedynie wyniki swoich teoretycznych obliczeń. Model mający 62% wielkości T-46 został przetestowany pod kątem poprawnego funkcjonowania przyjętych założeń konstrukcyjnych. 15 października 1985 roku w powietrze po raz pierwszy wzbił się docelowy T-46 określany również przydomkiem Eaglet, jednak po wybudowaniu zaledwie trzech prototypów siły powietrzne w 1986 roku anulowały cały program. Planowano, że w latach 1987–1992 zapotrzebowanie na tego typu samolot wyniesie około 1000 egzemplarzy. Wszystkie trzy wybudowane egzemplarze zachowane zostały do dziś i można je oglądać w National Museum of the United States Air Force, Pima Air and Space Museum i Air Force Flight Test Center Museum.

## Konstrukcja
T-46 był wolnonośnym górnopłatem o zwartej sylwetce, prostych skrzydłach o trapezowym obrysie, bez skosu i z ujemnym wzniosem. Płaty zaopatrzone w lotki i klapy. Dwa silniki turbowentylatorowe umieszczone po bokach kadłuba, po obu jego stronach pod centralną częścią skrzydeł. Stery kierunku umieszczone na obydwu końcach steru wysokości. Podwozie trójzespołowe, chowane, każdy zespół zaopatrzony w jedno koło. Obszerna kabina mieściła dwóch członków załogi, kursanta i instruktora siedzących obok siebie.